# Кубок европейских чемпионов по хоккею с шайбой 2006
Кубок европейских чемпионов по хоккею с шайбой 2006 года — 2-й розыгрыш Кубка европейских чемпионов под эгидой ИИХФ, проходивший с 5 по 8 января 2006 года в Санкт-Петербурге, Россия. Все игры кубка уже второй год подряд прошли в Ледовом дворце города Санкт-Петербург, домашней арене клуба СКА. В турнире принимали участие шесть чемпионов европейских стран, которые имеют наивысший рейтинг ИИХФ. Таким образом, участниками стали «Фрёлунда» от Швеции, «Кярпят» от Финляндии, «Давос» от Швейцарии, «Пардубице» от Чехии, «Слован» Братислава от Словакии и «Динамо» Москва от России.
Победителем стало московское «Динамо», победившое в финале «Кярпят» со счётом 5:4 по буллитам. Решающий буллит, принёсший динамовцам победу, реализовал Игорь Мирнов. Самым ценным игроком турнира второй год подряд был признан Максим Сушинский. Он же разделил звание лучшего бомбардира турнира вместе с одноклубником Михаилом Грабовским, набрав 8 очков в 3 матчах.

## Предварительный раунд
|  | Команды, выходящие в финал |

### Дивизион Глинки
| М | Команда  | И | В | Н | П | ШЗ | ШП | РШ | О |
| - | -------- | - | - | - | - | -- | -- | -- | - |
| 1 | Кярпят   | 2 | 2 | 0 | 0 | 6  | 1  | +5 | 4 |
| 2 | Давос    | 2 | 1 | 0 | 1 | 7  | 5  | +2 | 2 |
| 3 | Фрёлунда | 2 | 0 | 0 | 2 | 2  | 9  | −7 | 0 |

Время местное (UTC+4).
| 5 января 2006 14:30 | Кярпят | 3 : 1 (1:0, 0:1, 2:0) | Давос | Ледовый дворец, Санкт-Петербург Зрителей: 2500 |

| Отчёт  | Отчёт | Отчёт  | Отчёт | Отчёт            |
| ------ | ----- | ------ | ----- | ---------------- |
|        |       |        |       |                  |
|        |       |        |       | Судья: Юрай Конц |
|        |       |        |       |                  |
|        |       |        |       |                  |
|        |       |        |       |                  |
|        |       |        |       |                  |
|        |       |        |       |                  |
| 26 мин | Штраф | 22 мин |       |                  |
|        |       |        |       |                  |
|        | 31    | Броски | 31    |                  |

| 6 января 2006 15:00 | Давос | 6 : 2 (2:0, 2:1, 2:1) | Фрёлунда | Ледовый дворец, Санкт-Петербург Зрителей: 2500 |

| Отчёт  | Отчёт | Отчёт  | Отчёт | Отчёт                   |
| ------ | ----- | ------ | ----- | ----------------------- |
|        |       |        |       |                         |
|        |       |        |       | Судья: Сергей Карабанов |
|        |       |        |       |                         |
|        |       |        |       |                         |
|        |       |        |       |                         |
|        |       |        |       |                         |
|        |       |        |       |                         |
| 18 мин | Штраф | 18 мин |       |                         |
|        |       |        |       |                         |
|        | 16    | Броски | 26    |                         |

| 7 января 2006 15:00 | Фрёлунда | 0 : 3 (0:1, 0:1, 0:1) | Кярпят | Ледовый дворец, Санкт-Петербург Зрителей: 2500 |

| Отчёт  | Отчёт | Отчёт  | Отчёт | Отчёт               |
| ------ | ----- | ------ | ----- | ------------------- |
|        |       |        |       |                     |
|        |       |        |       | Судья: Томаш Турчан |
|        |       |        |       |                     |
|        |       |        |       |                     |
|        |       |        |       |                     |
|        |       |        |       |                     |
|        |       |        |       |                     |
| 28 мин | Штраф | 18 мин |       |                     |
|        |       |        |       |                     |
|        | 27    | Броски | 28    |                     |

### Дивизион Рагулина
| М | Команда           | И | В | Н | П | ШЗ | ШП | РШ | О |
| - | ----------------- | - | - | - | - | -- | -- | -- | - |
| 1 | Динамо Москва     | 2 | 2 | 0 | 0 | 8  | 2  | +6 | 4 |
| 2 | Пардубице         | 2 | 1 | 0 | 1 | 3  | 5  | −2 | 2 |
| 3 | Слован Братислава | 2 | 0 | 0 | 2 | 1  | 5  | −4 | 0 |

Время местное (UTC+4).
| 5 января 2006 18:30 | Динамо Москва | 3 : 1 (2:0, 0:0, 1:1) | Слован Братислава | Ледовый дворец, Санкт-Петербург Зрителей: 7400 |

| Отчёт | Отчёт                                                     | Отчёт                                   | Отчёт                      | Отчёт                  |
| --- | --------------------------------------------------------- | --------------------------------------- | -------------------------- | ---------------------- |
| |                                                           |                                         |                            |                        |
| | Виталий Еремеев — 00:00-35:57 Сергей Звягин — 35:57-60:00 | Вратари                                 | 00:00-60:00 — Павол Рыбарь | Судья: Кристер Ларкинг |
| | Голы:                                                     |                                         |                            | Судья: Кристер Ларкинг |
| Альберт Вишняков — 04:50 (И. Мирнов) Михаил Грабовский (бол.) — 10:22 (М. Сушинский, А. Харитонов) Михаил Грабовский (бол.) — 48:42 (М. Сушинский) | 1:0 2:0 3:0 3:1                                           | 57:12 — Петер Клоуда (бол.) (Р. Школяк) |                            | Судья: Кристер Ларкинг |
| |                                                           |                                         |                            | Судья: Кристер Ларкинг |
| |                                                           |                                         |                            | Судья: Кристер Ларкинг |
| |                                                           |                                         |                            | Судья: Кристер Ларкинг |
| 20 мин | Штраф                                                     | 28 мин                                  |                            | Судья: Кристер Ларкинг |
| |                                                           |                                         |                            |                        |
| | 28                                                        | Броски                                  | 17                         |                        |

| 6 января 2006 18:30 | Слован Братислава | 0 : 2 (0:0, 0:2, 0:0) | Пардубице | Ледовый дворец, Санкт-Петербург Зрителей: 1000 |

| Отчёт  | Отчёт | Отчёт  | Отчёт | Отчёт                |
| ------ | ----- | ------ | ----- | -------------------- |
|        |       |        |       |                      |
|        |       |        |       | Судья: Данни Курманн |
|        |       |        |       |                      |
|        |       |        |       |                      |
|        |       |        |       |                      |
|        |       |        |       |                      |
|        |       |        |       |                      |
| 14 мин | Штраф | 39 мин |       |                      |
|        |       |        |       |                      |
|        | 26    | Броски | 11    |                      |

| 7 января 2006 18:30 | Пардубице | 1 : 5 (1:3, 0:0, 0:2) | Динамо Москва | Ледовый дворец, Санкт-Петербург Зрителей: 7900 |

| Отчёт  | Отчёт | Отчёт  | Отчёт | Отчёт                |
| ------ | ----- | ------ | ----- | -------------------- |
|        |       |        |       |                      |
|        |       |        |       | Судья: Данни Курманн |
|        |       |        |       |                      |
|        |       |        |       |                      |
|        |       |        |       |                      |
|        |       |        |       |                      |
|        |       |        |       |                      |
| 52 мин | Штраф | 28 мин |       |                      |
|        |       |        |       |                      |
|        | 23    | Броски | 35    |                      |

## Финал
Время местное (UTC+4).
| 8 января 2006 18:30 | Динамо Москва | 5 : 4 (Б) (1:0, 1:2, 2:2, 0:0, 1:0) | Кярпят | Ледовый дворец, Санкт-Петербург Зрителей: 10 500 |

| Отчёт | Отчёт                               | Отчёт | Отчёт                         | Отчёт                  |
| --- | ----------------------------------- | --- | ----------------------------- | ---------------------- |
| |                                     | |                               |                        |
| | Сергей Звягин — 00:00-70:00         | Вратари | 00:00-70:00 — Никлас Бекстрём | Судья: Кристер Ларкинг |
| | Голы:                               | |                               | Судья: Кристер Ларкинг |
| Александр Харитонов — 11:57 (И. Мирнов) Максим Сушинский — 36:44 (Д. Куляш) Михаил Грабовский — 44:33 (А. Харитонов, А. Рязанцев) Леонид Канарейкин — 46:42 (М. Грабовский, М. Сушинский) Игорь Мирнов (поб. бул.) — 70:00 | 1:0 1:1 2:1 2:2 3:2 4:2 4:3 4:4 5:4 | 26:41 — Калле Сальстедт (бол.) (А. Валлин, Т. Яакола) 39:58 — Юха-Пекка Хаатая (И. Миккола, Й. Лопонен) 56:18 — Мика Пюорала (бол.) (Я. Виухкола) 57:35 — Виктор Уйчик (А. Валлин, И. Миккола) |                               | Судья: Кристер Ларкинг |
| |                                     | |                               | Судья: Кристер Ларкинг |
| |                                     | |                               | Судья: Кристер Ларкинг |
| |                                     | |                               | Судья: Кристер Ларкинг |
| 22 мин | Штраф                               | 16 мин |                               | Судья: Кристер Ларкинг |
| |                                     | |                               |                        |
| | 44                                  | Броски | 23                            |                        |

## Рейтинг и статистика

### Лучшие бомбардиры
| Игрок               | Команда       | И | Г | П | О | Штр | +/− |
| ------------------- | ------------- | - | - | - | - | --- | --- |
| Михаил Грабовский   | Динамо Москва | 3 | 4 | 4 | 8 | 4   | +3  |
| Максим Сушинский    | Динамо Москва | 3 | 2 | 6 | 8 | 2   | +2  |
| Александр Харитонов | Динамо Москва | 3 | 1 | 4 | 5 | 6   | +3  |
| Яри Виухкола        | Кярпят        | 3 | 1 | 4 | 5 | 6   | −2  |
| Мика Пюорала        | Кярпят        | 3 | 2 | 2 | 4 | 2   | −2  |

Примечание: И = Количество проведённых игр; Г = Голы; П = Голевые передачи; О = Очки; Штр = Штрафное время; +/− = Плюс-минус
По данным: IIHF.com

### Лучшие вратари
В списке вратари, сыгравшие не менее 40 % от всего игрового времени их сборной.
| Игрок           | Команда           | ВП     | Бр  | ПШ | КН   | %ОБ   | И"0" |
| --------------- | ----------------- | ------ | --- | -- | ---- | ----- | ---- |
| Никлас Бекстрём | Кярпят            | 190:00 | 102 | 6  | 1.89 | 94.12 | 1    |
| Ян Лашак        | Пардубице         | 118:53 | 60  | 4  | 2.02 | 93.33 | 1    |
| Йонас Хиллер    | Давос             | 120:00 | 57  | 5  | 2.50 | 91.23 | 0    |
| Сергей Звягин   | Динамо Москва     | 154:03 | 54  | 6  | 2.34 | 88.89 | 0    |
| Павол Рыбарь    | Слован Братислава | 120:00 | 39  | 5  | 2.50 | 87.18 | 0    |

Примечание: ВП = Время на площадке; Бр = Броски по воротам; ПШ = Пропущено шайб; КН = Коэффициент надёжности; %ОБ = Процент отражённых бросков; И"0" = «Сухие игры»
По данным: IIHF.com

### Индивидуальные награды
Самый ценный игрок (MVP):
| Игрок            | Команда       |
| ---------------- | ------------- |
| Максим Сушинский | Динамо Москва |

Лучшие игроки:
| Позиция    | Игрок             | Команда       |
| ---------- | ----------------- | ------------- |
| Вратарь    | Никлас Бекстрём   | Кярпят        |
| Защитник   | Бретт Хауэр       | Давос         |
| Нападающий | Михаил Грабовский | Динамо Москва |

Сборная всех звёзд:
| Позиция    | Игрок             | Команда       |
| ---------- | ----------------- | ------------- |
| Вратарь    | Никлас Бекстрём   | Кярпят        |
| Защитники  | Бретт Хауэр       | Давос         |
| Защитники  | Микко Лехтонен    | Кярпят        |
| Нападающие | Максим Сушинский  | Динамо Москва |
| Нападающие | Михаил Грабовский | Динамо Москва |
| Нападающие | Яри Виухкола      | Кярпят        |